# Łucja Borowska
Łucja Borowska (zm. w 1864 we Lwowie) – polska zakonnica.
Była ostatnią lwowską przełożoną małopolskiej prowincji Zgromadzenie Sióstr Miłosierdzia św. Wincentego à Paulo, (w l. 1846-59) we Lwowie. Przełożoną została po nawiązaniu przerwanych od r. 1809 stosunków z centralą Zgromadzenia ss. Miłosierdzia w fr. soeurs de charité w Paryżu, gdzie w l. 1789–1799 zakazano działalności zgromadzenia i wiele sióstr, będących dziś męczennicami, skazano na śmierć. Celem przełożonej s. Borowskiej było odrodzenie duchowe prowincji i ścisłe zespolenie jej z Paryżem. Wykształcenie, a zwłaszcza doskonała znajomość języka francuskiego, ułatwiały jej zadanie. 
Była pierwszą w Polsce popularyzatorką objawień, jakie miały miejsce 27 listopada 1830 w kaplicy domu centralnego ss. miłosierdzia w Paryżu, kiedy to - nowicjuszce siostrze Katarzynie Laboure Maryja powierza misję wybicia Cudownego Medalika. W sześć lat po tych objawieniach, w 1836 s. Borowska przetłumaczyła z francuskiego książkę z opisem historii wspomnianych objawień i cudów, pt. Wiadomość historyczna o początku i skutkach nowego medalu... znanego pod imieniem Cudownego Medalika. Tłumaczenie to, nie drukowane, rozniosło się w krótkim czasie w odpisach po całej prowincji ss. miłosierdzia.
W 1849 we Lwowie wydano anonimowo tłumaczone przez przełożoną s. Borowską książkę Wiadomość o szkaplerzu Męki Pańskiej i Najświętszych Serc Jezusa i Marii - jako pierwsze na ten temat dzieło w języku polskim. Pisała w nim o ukazaniu się w 1846 r. Jezusa siostrze Apolonii Andriveau, o przekazaniu jej Szkaplerza Męki Pańskiej (zatwierdzononego przez Piusa IX w 1847 roku a także o objawieniu się siostrze Justynie Bisqueyburu oraz o przekazaniu jej Szkaplerza Niepokalanego Serca Najświętszej Maryi Panny (zatwierdzonego przez Piusa IX w 1863 roku). W 1855 wydała we Lwowie Szkaplerz Męki Jezusa Chrystusa w przekładzie z języka francuskiego. 
Jako wizytatorka i przełożona prowincjonalna, zwiększyła (o pięć) liczbę domów ss. miłosierdzia. 
W 1852 założyła we Lwowie pierwsze na ziemiach polskich Stowarzyszenie Dzieci Maryi. Zasługą jej jest to, że stowarzyszenie sióstr dla opieki nad chorymi w Grazu, przystąpiło w 1850 do zgromadzenia ss. miłosierdzia św. Wincentego à Paulo, dając początek austriacko-węgierskiej prowincji tego zgromadzenia. 
W 1859 r. przeniesiono Dom Centralny Prowincji Galicyjskiej ze Lwowa do Krakowa - (stąd późniejsza nazwa funkcjonująca dziś - Prowincja Krakowska) i zwolniono s. Borowską z urzędu wizytatorki. Nie przeniosła się ona jednak do Krakowa i zmarła we Lwowie w 1864 r.

## Literatura dodatkowa
- Ks. Franciszek Śmidoda: Borowska Łucja. W: Polski Słownik Biograficzny. T. 2: Beyzym Jan – Brownsford Marja. Kraków: Polska Akademia Umiejętności – Skład Główny w Księgarniach Gebethnera i Wolffa, 1936, s. 345. Reprint: Zakład Narodowy im. Ossolińskich, Kraków 1989, ISBN 83-04-03291-0